# کنفرانس جهانی خلع سلاح
کنفرانس کاهش و محدودسازی جنگ‌افزارها (به انگلیسی: Conference for the Reduction and Limitation of Armaments) یا کنفرانس جهانی خلع سلاح تلاش ناموفق اعضای جامعه ملل به همراه ایالات متحده آمریکا برای واقعیت بخشیدن به آرمان خلع سلاح بود که در ژنو سوئیس بین سال‌های ۱۹۳۲ تا ۱۹۳۴ روی داد.

## پیش‌زمینه
مادهٔ ۸ میثاق جامعه ملل، جامعه را ملزم به «کاهش سلاح‌های نظامی ملی به کمترین حد هماهنگ با امنیت ملی یا تعهدات بین‌المللی کشورها، مبتنی بر انجام عملیات نظامی مشترک» می‌کرد.
بااین‌که تعدادی از دولت‌های عضو بر آن بودند که خلع سلاح گسترده غیرممکن یا حتی غیرمطلوب است، بخش قابل‌توجهی از وقت و توان جامعه به این هدف اختصاص یافت.
معاهدهٔ ورسای هم قدرت‌های متفقین را ملزم به تلاش برای خلع سلاح می‌کرد و خلع سلاح شکست‌خوردگان جنگ را نیز اولین گام به سوی خلع سلاح جهانی می‌دانست.
میثاق وظیفهٔ ریختن طرحی برای خلع سلاح هر کشور را بر عهدهٔ جامعه گذاشته بود، ولی شورای اجرایی در ۱۹۲۶ برای انجام این کار کمیته‌ای ویژه تشکیل داد تا زمینه را برای برگزاری کنفرانس جهانی خلع سلاح در سال‌های ۱۹۳۲–۱۹۳۴ آماده کند.

## مذاکرات
اعضای جامعه بر خلع سلاح اجماعی نداشتند. بدون گرفتن تضمین کمک نظامی در صورت حملهٔ آلمان، فرانسه مخالف خلع سلاح بود؛ لهستان و چکسلواکی هم نسبت به تجاوز آلمان نگران بودند، و پیش از خلع سلاح، می‌خواستند واکنش جامعه نسبت به تجاوزگری اعضایش تشدید شود.
با افزایش قدرت آلمان، و به‌ویژه پس از به قدرت رسیدن آدولف هیتلر در ۱۹۳۳، این نگرانی‌ها افزایش یافت.
تلاش آلمان برای بی‌اثر کردن معاهدهٔ ورسای و بازسازی نیروهای نظامی این کشور هم باعث شد بی‌میلی فرانسه به خلع سلاح بیشتر شود.
کنفرانس جهانی خلع سلاح، که در ۱۹۳۲ در ژنو و با حضور نمایندگان ۶۰ کشور تشکیل شد، در رسیدن به اهدافش موفق نبود.
در ابتدای این کنفرانس، هدف آن بود که ظرف مدت یک سال گسترش جنگ‌افزارها متوقف شود.
همچنین موافقت اولیهٔ فرانسه، ایتالیا، اسپانیا، ژاپن، و بریتانیا مبنی بر محدود کردن اندازهٔ قوای دریایی این کشورها گرفته شد، ولی توافق نهایی به انجام نرسید.
نکتهٔ اختلاف اصلی بین طرف‌های مذاکره، عدم توافق بر تعریف سلاح‌های «تدافعی» و «تهاجمی» بود.
در نهایت این کنفرانس نتوانست مانع انباشت نظامی آلمان، ایتالیا، ژاپن، و فرانسه در دههٔ ۱۹۳۰ شود.
با خروج هیتلر از این کنفرانس در اکتبر ۱۹۳۳، مذاکرات متوقف شد.

## پیامدها
رویدادهایی که منجر به جنگ جهانی دوم شدند، از جمله ارسال نیروهای نظامی به راینلاند از سوی هیتلر، تصرف سودتنلند، و آنشلوس (الصاق اتریش به آلمان که در توافق ورسای ممنوع شده بود) با سکوت جامعهٔ ملل همراه بودند و اعضای جامعه، به‌جای خلع سلاح، دست به اندوختن قوای نظامی زدند. در سال ۱۹۳۳ امپراتوری ژاپن تصمیم مجمع عمومی را دربارهٔ تخلیه ایالت منچوری نپذیرفت و در مارس همان سال جامعه ملل را ترک گفت،
و در همان سال آلمان (به‌بهانهٔ شکست کنفرانس جهانی خلع سلاح در توافق بر تعادل نظامی فرانسه و آلمان)، ایتالیا، و اسپانیا جامعه را ترک کردند.
آخرین اقدام قابل‌توجه جامعه اخراج شوروی از این سازمان در دسامبر ۱۹۳۹ و پس از حمله این کشور به فنلاند بود.